# Réforme de Hirsau
La Réforme de Hirsau est un mouvement de réforme monastique des XIe et XIIe siècles. Elle introduit dans l'espace germanophone certains éléments centraux de la réforme de Cluny, mais s'en différencie notamment par la forme organisationnelle.

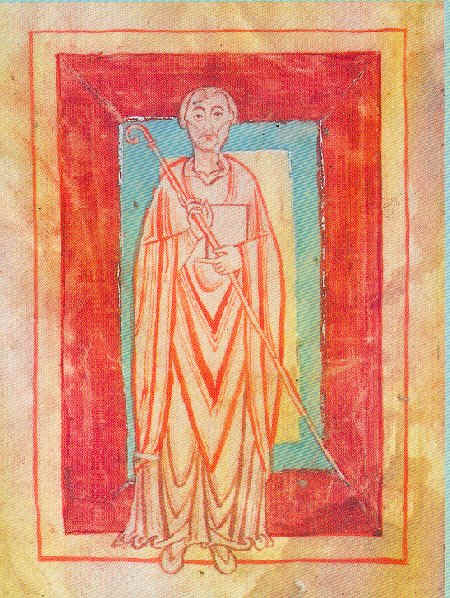
Guillaume de Hirsau

En lien avec la réforme de Cluny et la réforme grégorienne, des mouvements de réforme émanant principalement de Siegburg, de l'abbaye Saint-Blaise et de celle de Hirsau se développent dans les régions germanophones.
Hirsau est dans un processus de refondation entre 1049 et 1065, à la demande du pape Léon IX. Les premiers moines viennent de l'abbaye territoriale d'Einsiedeln et amènent les idées des réformes de l'abbaye de Gorze. Sous l'impulsion de Guillaume de Hirsau, le mouvement de réforme debute à  Hirsau puis s'étend aux monastères souabes et va parfois bien plus loin, par exemple vers la Hesse, Bamberg, Magdebourg ou l'abbaye de Corvey.
Le premier objectif de l'abbé Guillaume est de libérer le monastère de Hirsau de la tutelle des comtes de Calw. Il obtient en 1075 par le formulaire de Hirsau (de) que l'élection du père abbé se fasse sans influence extérieure à l'abbaye. En raison de la formulation ouverte du formulaire, la consécration du nouvel abbé peut être célébrée par pratiquement n'importe quel évêque, ce qui contraste clairement avec le droit canonique qui restreint cette prérogative à l'évêque diocésain. L'abbé Guillaume obtient également le libre choix de l'avoué, mais celui-ci doit toujours appartenir à la famille du donateur.
Par la suite, Guillaume se distancie du mouvement de Gorze et se rapproche de celui de Cluny. Sous la médiation de son ami Ulric de Ratisbonne, il rédige les Constitutiones Hirsaugienses. Elle se basent en partie sur les recommandations d'Hugues de  Cluny pour Hirsau. Dans ces constitutions le monastère  adopte le strict mode de vie de Cluny. La vie quotidienne, la liturgie et l'organisation de la communauté monastique y sont strictement réglementées.
Quelque 120 abbayes sont réformées à partir de Hirsau. Le lien entre les différentes abbayes n'existe que par les constitutions communes, les confréries de prière et les commémorations des défunts. Les abbayes dépendant d'Hirsau ne sont donc pas juridiquement liées à elle comme les monastères clunisiens le sont à celui de Cluny. L'oblature, c'est-à-dire l'acceptation des enfants pour les conduire aux vœux religieux, qui est en usage à Cluny, est remplacée par l'admission de frères convers. Cela distingue également la réforme de Hirsau de celles de Siegburg ou de Gorze.
Contrairement à l'intention initiale, les droits des évêques et des avoués ne sont pas réduits, ce qui conduit au soutien du mouvement par la noblesse qui apprécie la prière liturgique des moines.
La réforme de Hirsau a exercé une influence politique en se tenant entièrement du côté de la papauté réformatrice. Elle s'est clairement rangée du côté de Grégoire VII contre Henri IV lors de la Querelle des Investitures.
La réforme d'Hirsau perd de son importance déjà au XIIe siècle.